# Premier ministre d'Israël
Le Premier ministre d’Israël (en hébreu : רֹאשׁ הַמֶּמְשָׁלָה, romanisé : Rosh HaMemshala, littéralement « chef du gouvernement » ; en arabe : رَئِيسُ ٱلْحُكُومَة, Raʾīs al-Ḥukūma) est le chef du gouvernement d’Israël. En 1948, année de l'indépendance de l'État d'Israël, un système parlementaire sur le modèle britannique est instauré. Ce système est progressivement précisé par les lois fondamentales, avec un chef du gouvernement et un président comme chef de l'État dont les pouvoirs sont réduits à des fonctions protocolaires.

## Désignation
Pendant quelques années, par l'introduction de l'élection des Premiers ministres au suffrage universel direct, leur rôle a été accru car il permettait à un gouvernement d'exister en ne disposant que d'une coalition minoritaire au Parlement, la Knesset.
Cependant, comme cette tendance créait un émiettement du système politique, un retour à l'ancienne méthode de vote (proportionnelle intégrale à un tour) a été décidé en 2001.

## Résidence
Le Premier ministre a sa résidence officielle à Jérusalem, Beit Aghion, dans le quartier de Réhavia.

## Anciens Premiers ministres encore en vie

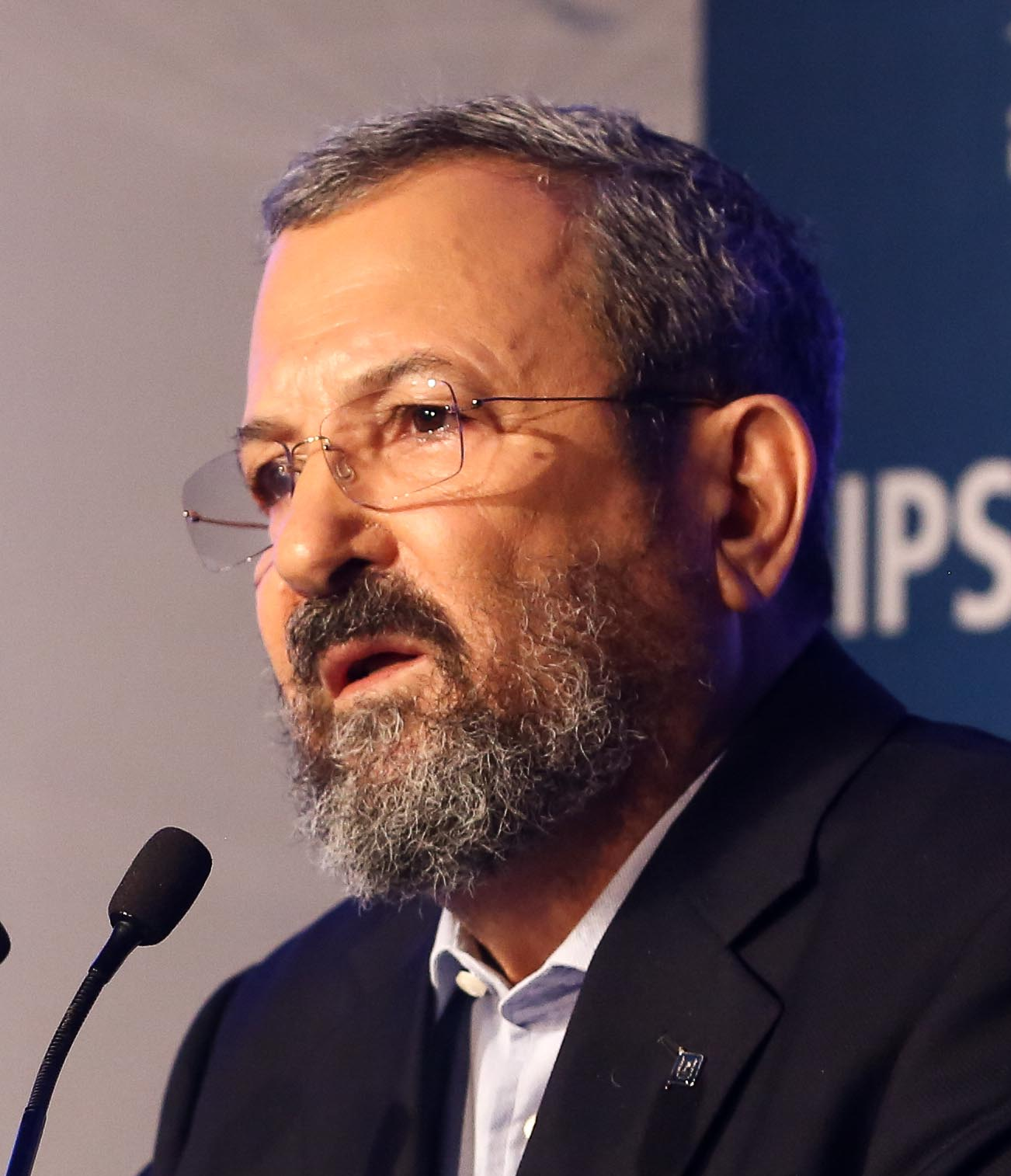
Ehud Barak, né le 12 février 1942 (83 ans), Premier ministre de 1999 à 2001
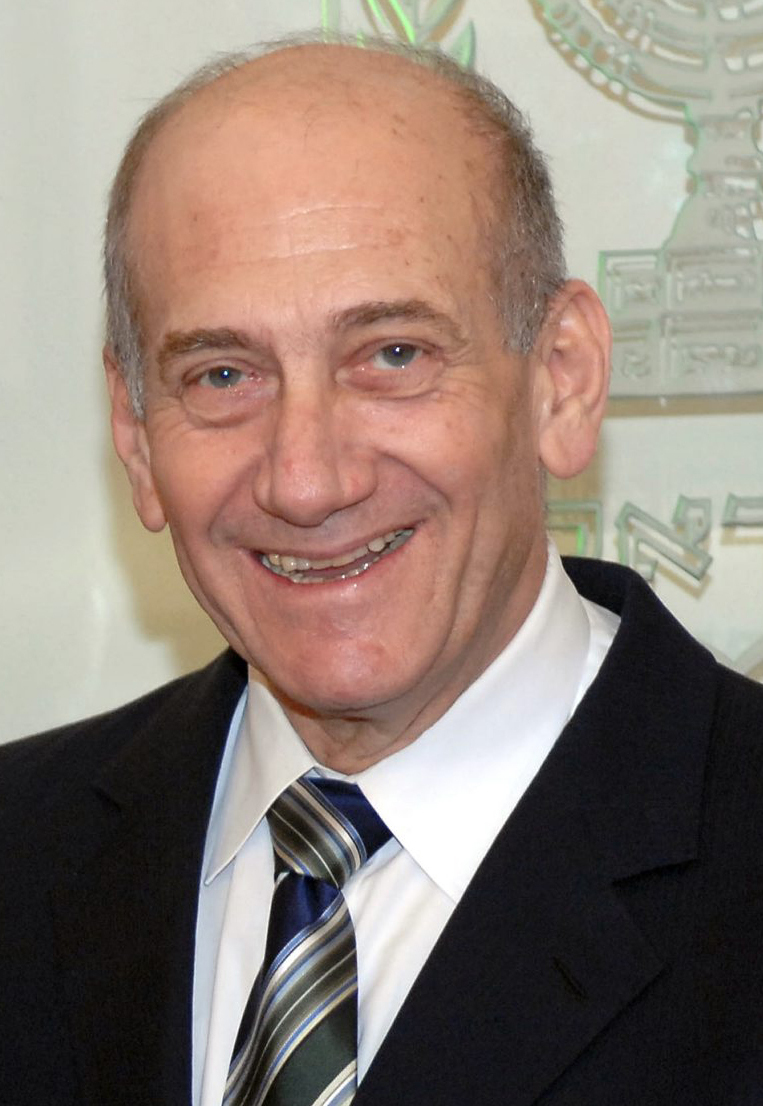
Ehud Olmert, né le 30 septembre 1945 (79 ans), Premier ministre de 2006 à 2009
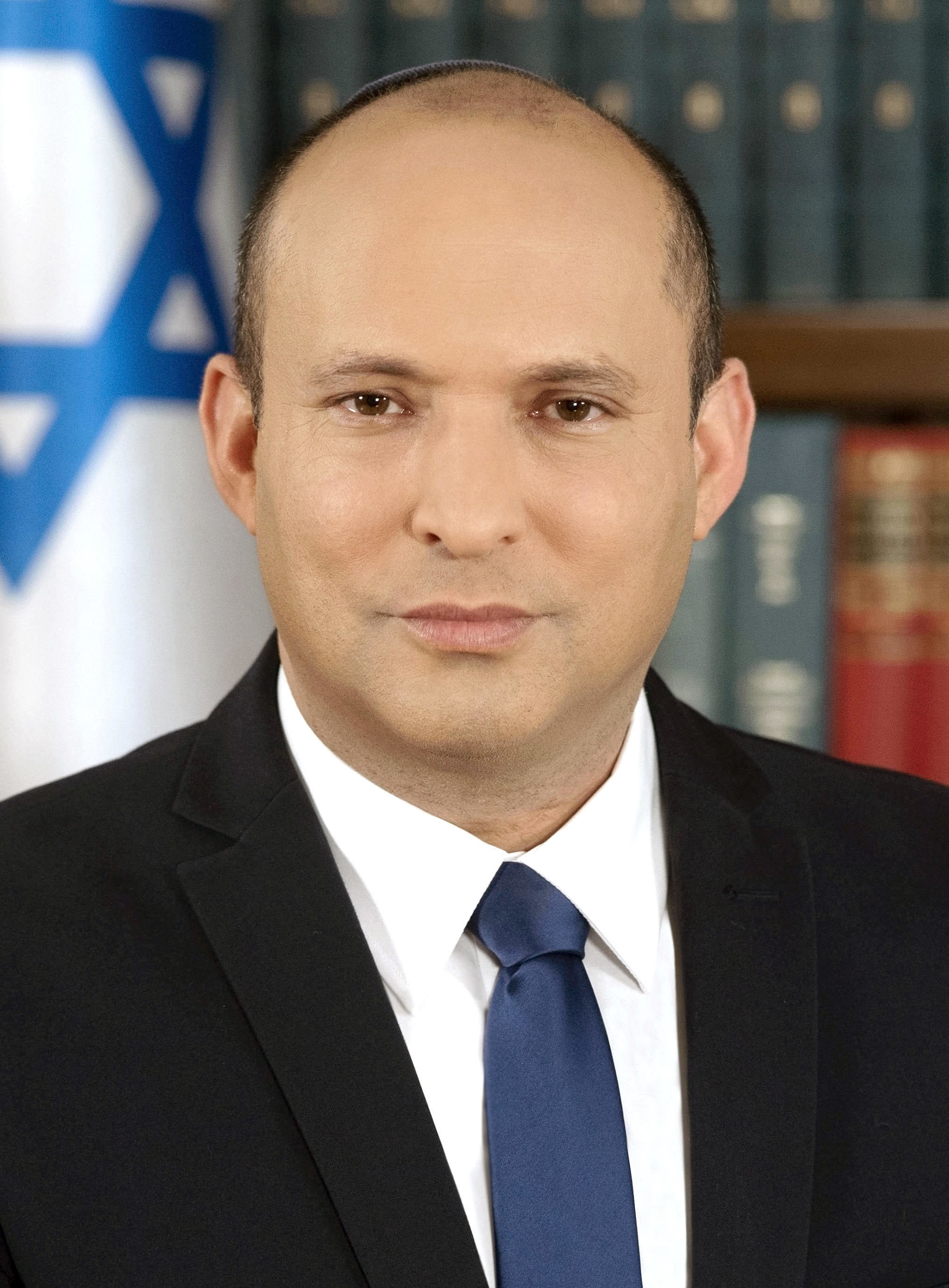
Naftali Bennett, né le 25 mars 1972 (53 ans), Premier ministre de 2021 à 2022
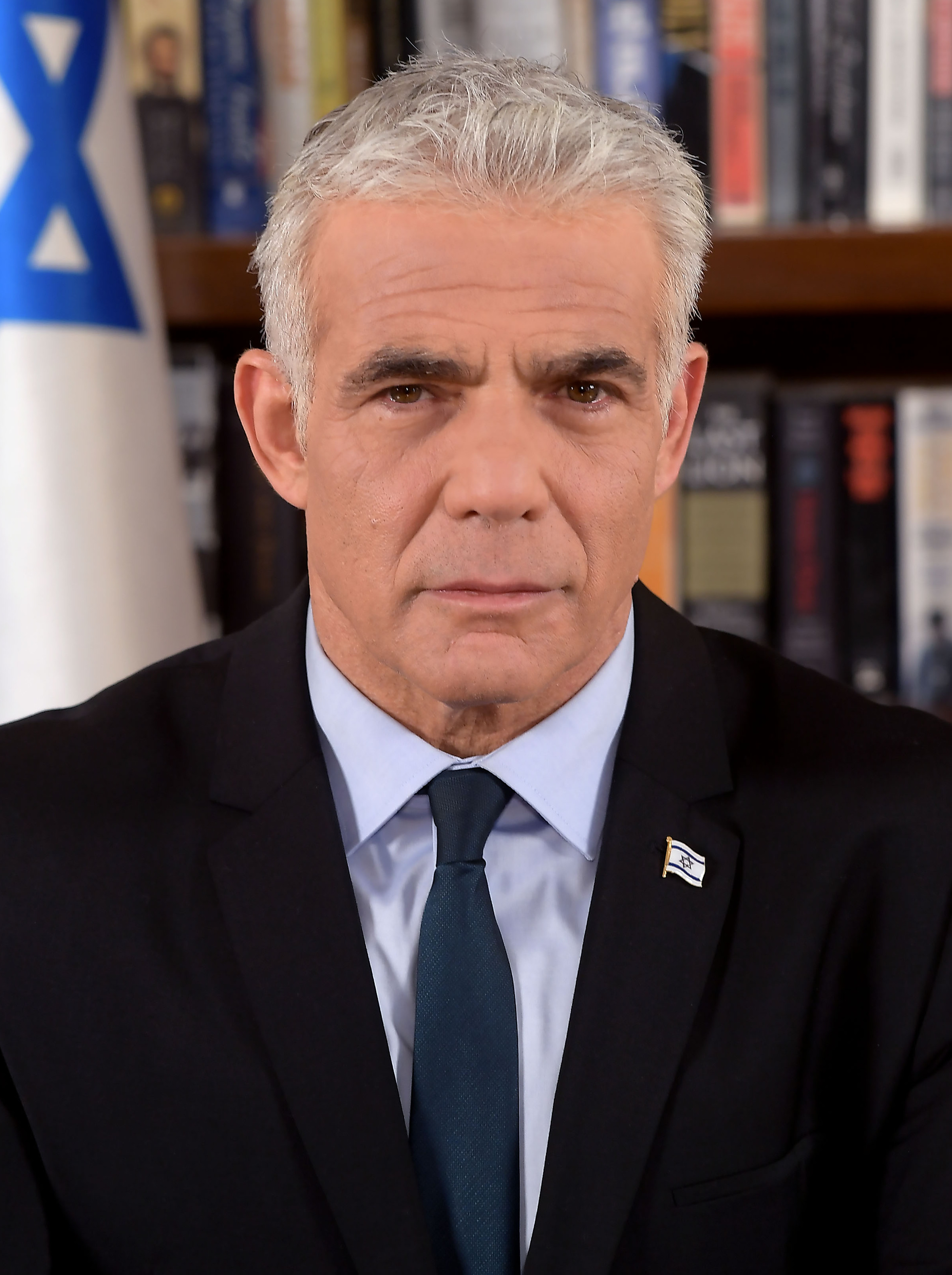
Yaïr Lapid, né le 5 novembre 1963 (61 ans), Premier ministre en 2022